# Неизвестный человек
«Неизвестный человек» (англ. The Unknown Man) — нуаровая судебная драма режиссёра Ричарда Торпа, которая вышла на экраны в 1951 году.
Фильм рассказывает об известном добропорядочном юристе Брэде Мейсоне (Уолтер Пиджон), который добивается оправдания в суде убийцы и грабителя Руди Уоллчека, позднее убеждаясь в его вине. Начав собственное расследование, Брэд выходит на банду рэкетиров, главарём которой оказывается председатель городской комиссии по борьбе с преступностью. Убив его в порыве страсти, Брэд берётся защищать Руди, которого подозревают в этом убийстве. После того, как Руди приговаривают к смертной казни, Брэдли приходит к нему в камеру, и провоцирует его на убийство себя, тем самым приводя в согласие свои представления о законе, правосудии и справедливости.
Фильм получил неоднозначные отзывы современной критики, отметившей интересную постановку темы и напряжённость действия, но вместе с тем обратившей внимание на невероятность, излишнюю затянутость и запутанность сюжета.

## Сюжет
Успешный адвокат по гражданским делам Дуайт Брэдли Мейсон (Уолтер Пиджон) своей преданностью закону заслужил большое уважение в собственном городе и известность по всей стране. Однажды его навещает бывший сокурсник по юридической школе, адвокат по криминальным делам Уэйн Келлвин (Филипп Обер), рассказывая о практически безнадёжном деле 26-летнего Руди Уоллчека (Киф Брасселл), который обвинён в том, что зарезал 19-летнего Джонни Халдермана и ограбил небольшую лавку металлоизделий его отца, Питера Халдермана (Константин Шейн). Брэд никогда не вёл криминальных дел, и именно поэтому Уэйн считает, что свежий подход опытного адвоката к этому делу может спасти Уоллчека. Однако Брэд отказывается от этого предложения. Вскоре на одной из вечеринок Брэд встречает окружного прокурора Джо Бакнора (Барри Салливан), который рассуждает о том, что Уоллчек будет признан виновным и «получит электрический стул». Такая досудебная оценка вызывает у Брэда внутренний протест, и чтобы самому разобраться в деле, он просит Джо организовать ему этим же вечером встречу с Уоллчеком прямо в тюрьме. Во время разговора Уоллчек выглядит подавленным и обречённым, заявляя, что правосудие не для таких людей, как он. Видя в Уоллчеке несчастного парня, на которого обрушилась вся система правосудия, Брэд решает встать на его защиту. Во время процесса вина Уоллчека кажется доказанной благодаря свидетельским показаниям, хотя и не было найдено орудие убийства, острый длинный трёхгранный клинок. Несмотря на то, что в ходе процесса Брэд делает ряд ошибок, ближе к финалу ему удаётся доказать, что ключевой свидетель, 61-летний Питер Халдерман не мог точно разглядеть лицо убийцы, так как в тот момент был без очков. Уоллчека оправдывают, а Брэд убеждён, что правосудие восторжествовало. Однако перед зданием суда к нему подходит Питер, обвиняя Брэда в том, что тот помог убийце оказаться на свободе. Вскоре, когда Брэд приходит к Уоллчеку домой, то неожиданно для себя выясняет, что тот ведёт образ жизни не бедного, обиженного жизнью парня, каким подавал себя ранее, а типичного гангстера средней руки. Шокированный Брэд отказывается от премии в 2000 долларов, которые даёт ему Уоллчек, и уходит. Брэд делится с любимой женой Стеллой (Энн Хардинг) своими сомнениями относительно того, что помог оправдать виновного человека, после чего Сара направляется к Джо, чтобы рассказать ему о тревогах мужа. Однако Джо заявляет, что дело закрыто и повторного рассмотрения по закону быть не может. Тем временем Брэд приходит в лавку к Питеру, от которого узнаёт, что Уоллчек является рэкетиром на службе влиятельного синдиката, который вымогает деньги с мелких торговых точек якобы ради их защиты. Питер признаётся, что побоялся сказать об этом в суде, но он по-прежнему убеждён, что именно Уоллчек убил его сына. Затем Питер обращается к Брэду с просьбой взять на себя его защиту после того, как он убьёт Уоллчека. Брэд отвечает, что должен быть правовой способ наказать преступника и на всякий случай забирает запасной ключ от квартиры Уоллчека, который остался у Питера после того, как он ремонтировал его замок несколько недель назад. Затем Брэд направляется к Джо, рассказывая ему об охватившем мелких торговцев рэкете, которым управляет какой-то высокопоставленный человек. Джо известно об этом, однако у него нет доказательств, чтобы привлечь кого-либо к суду, в том числе, он не может доказать и связь Уоллчека с синдикатом. Тем не менее, Джо поручает установить за Уоллчеком постоянную слежку. Когда Брэд выходит из здания, то видит, как в морг доставляют тело Питера, которого насмерть сбил грузовик. Понимая, что это не случайность, Брэд решает самостоятельно во всём разобраться и с помощью ключа проникает в квартиру Уоллчека. Когда там раздаётся телефонный звонок, он снимает трубку и слышит, как на другом конце провода вроде бы знакомый голос приказывает Уоллчеку явиться к нему ровно в 9:30. Уже выходя из квартиры, Брэд обращает внимание на трость, внутри которой спрятан клинок, на котором остались следы крови. Брэд догадывается, что этим клинком Уоллчек убил Джонни, после чего завернув клинок в подвернувшуюся квитанцию из прачечной, забирает его с собой. После этого в течение нескольких часов Брэд обходит местных лавочников, пытаясь получить от них показания о рэкете, однако те настолько запуганы, что не решаются рассказать ему правду. Выбившись из сил, но так ничего и не добившись, Брэд заходит в шикарный пентхаус к своему знакомому, Эндрю Джейсону Лэйфорду (Эдуард Франц), который возглавляет общественную комиссию города по борьбе с преступностью. Во время их беседы раздаётся звонок в дверь, и Эндрю на несколько минут выходит из гостиной, плотно закрывая за собой дверь. Во время его отсутствия Брэд несколько раз включает и выключает аппарат для приготовления молочных коктейлей, вдруг вспоминая, что точно такой же жужжащий звук он слышал по телефону в квартире Руди. Посмотрев на часы, Брэд видит, что сейчас ровно 9:30, это именно то время, когда Руди назначили встречу, понимая, что знакомый голос, который он слышал, был голосом Эндрю. Когда тот возвращается, Брэд даёт ему понять, что догадался, что именно Эндрю возглавляет криминальный синдикат. Эндрю, естественно ничего не признаёт, но при этом заявляет, что если кто-либо попытается вмешиваться в дела синдиката, то рискует потерять работу, положение, семью и даже жизнь. Когда Эндрю проговаривается, что Питера задавил грузовик, Брэд окончательно убеждается в том, что Эндрю и есть глава преступного синдиката, который организовал оба убийства. Возмущённый полным пренебрежением Эндрю к закону, Брэд неожиданно берёт принесённый им клинок Руди и убивает им Эндрю ударом в спину. Дома Брэд рассказывает обо всём Стелле, раскаиваясь в совершённом преступлении. Однако жена отвечает, что в данном случае если не закон, то справедливость восторжествовала, после чего умоляет его необдуманными шагами не разрушать их семью и их будущее.
Днём по подозрению в убийстве Эндрю арестовывают Уоллчека, поскольку на орудии убийства обнаружены его отпечатки, а на месте преступления найдена окровавленная квитанция из прачечной на его имя. Кроме того, полиция, которая следила за Уоллчеком, видела, как он входил в дом Эндрю как раз в то время, когда было совершено убийство. Уверенный в том, что именно Уоллчек убил Джонни, Брэд тем не менее вызывается защищать Уоллчека, так как считает, что никого и ни при каких обстоятельствах нельзя осуждать за убийство, которое он не совершал. Во время процесса с помощью улик и свидетельских показаний обвинение убедительно доказывает вину Уоллчека. Однако Брэду удаётся посеять некоторые сомнения у присяжных, подчёркивая то обстоятельство, что в момент визита Уоллчека в квартиру Эндрю, там, по словам обвиняемого, был кто-то ещё. Об этом же свидетельствуют брошенные в прихожей шляпа и пальто, а также отпечатки пальцев на бокале с бренди, которые, однако не поддаются идентификации. В своей заключительной речи Брэд, хотя и в сослагательном наклонении, но от первого лица детально рассказывает, как было совершено убийство, что наводит Джо на мысль о том, что Брэд, возможно, причастен к этому преступлению. В конце концов, после долгих обсуждений присяжные выносят Уоллчеку обвинительный приговор. После завершения процесса к Брэду подходит его 23-летний сын Боб (Ричард Андерсон), который заканчивает учёбу в юридической школе, чтобы утешить и поддержать отца. Брэд неожиданно заявляет сыну, что скоро руководство семейной практикой перейдёт к нему. Затем Брэд приходит к Джо, который уже начал подозревать друга в убийстве Эндрю. Однако прокурор не торопится предпринимать какие-либо меры против Брэда, заявляя ему, что правосудие уже свершилось. Когда Брэд прямо сознаётся в убийстве Эндрю, Джо в ответ заявляет, что после смерти Эндрю уровень преступности в городе существенно снизился. Вместе с тем, Джо понимает, что, несмотря на то, что Брэд действовал в интересах общества, тем не менее, с юридической точки зрения он является преступником и должен быть предан суду. До того, как Джо успевает что-либо сказать, Брэд уговаривает его разрешить ему пятиминутную встречу с Уоллчеком наедине в его камере. Зайдя в камеру, Брэд бросает на койку Уоллчека клинок, послуживший орудием убийства, который он незаметно похитил из стола Джо. Рассказывая о том, как он убил Эндрю, Брэд поворачивается к Уоллчеку спиной, провоцируя того схватить клинок и ударить человека, за преступление которого он пойдёт на электрический стул. Действительно, Уоллчек хватает клинок и бьёт Брэда в спину. В этот момент в камеру врываются надзиратели, обезоруживая убийцу. Таким образом Уоллчек будет осуждён и казнён за убийство, которое он действительно совершил, а Брэд, как он считает, понёс адекватное наказание за своё преступление, но при этом сохранил своё честное имя. Выступая на выпускном собрании в юридической школе, где присутствует и Боб, Джо приводит в пример Брэда Мейсона как человека, который до самого конца был предан справедливости и чист перед законом.

## В ролях
- Уолтер Пиджон — Дуайт Брэдли «Брэд» Мейсон
- Энн Хардинг — Стелла Мейсон
- Барри Салливан — окружной прокурор Джо Бакнор
- Киф Брасселл — Руди Уоллчек
- Льюис Стоун — судья Джеймс В. Холбрук
- Эдуард Франц — Эндрю Джейсон «Энди» Лэйфорд
- Ричард Андерсон — Боб Мейсон
- Доун Аддамс — Элли Фансворт
- Филип Обер — Уэйн Келлвин
- Константин Шейн — Питер Халдерман
- Мари Бланчард — Сэлли Тивер
- Дон Беддоу — Эд, специалист по отпечаткам пальцев
- Джон Максвелл — доктор Палмер
- Роберт Б. Уильямс — Сэм

## Создатели фильма и исполнители главных ролей
Как написал историк кино Шон Эксмейкер, «на протяжении своей долгой карьеры, начавшейся ещё в эпоху немого кино, всегда надёжный режиссёр Ричард Торп поставил более 180 фильмов. В 1930-е годы он подписал контракт с кинокомпанией Metro-Goldwyn-Mayer, где благодаря своей эффективности и универсальности стал одним из самых загруженных работой режиссёров. Он проработал на MGM почти 30 лет, что стало своеобразным рекордом. Снимая всё — от вестернов и криминальных фильмов до комедий, мюзиклов и шикарных костюмированных картин — Торп славился тем, что делал фильмы быстро и дешевле бюджета». Как далее отмечает Эксмейкер, после «Неизвестного человека» Торп «получил возможность поставить некоторые из своих лучших и самых престижных картин, среди них „Айвенго“ (1952) с Робертом Тейлором и Элизабет Тейлор, „Пленник Зенды“ (1952) со Стюартом Грейнджером и Деборой Керр и „Рыцари Круглого стола“ (1953) с Робертом Тейлором и Авой Гарднер, а также малобюджетный культовый классический фильм „Тюремный рок“ (1957) с Элвисом Пресли в главной роли».
За свою карьеру актёр Уолтер Пиджон дважды номинировался на «Оскар» как лучший исполнитель главных мужских ролей, которые он сыграл в мелодраме военного времени «Миссис Минивер» (1942) и биографической мелодраме «Мадам Кюри» (1943). В 1940-е годы он также сыграл в таких популярных картинах, как семейная мелодрама «Как зелена была моя долина» (1941), военный шпионский триллер «Охота на человека» (1941) и военная драма «Командное решение» (1948). Позднее Пиджон обратил на себя внимание ролями в драме о нравах Голливуда «Злые и красивые» (1952), фантастической ленте «Запретная планета» (1956), политической драме «Совет и согласие» (1962) и комедии «Смешная девчонка» (1968).
Актриса Энн Хардинг в 1931 году была номинирована на «Оскар» за главную роль в романтической комедии «Отпуск» (1930). Среди наиболее успешных её фильмов также были романтические комедии «Животное царство» (1932), «Двойная нежность» (1933) с Уильямом Пауэллом и «Когда встречаются леди» (1933), мелодрама с Гэри Купером «Питер Иббетсон» (1935), детектив военного времени «Глаза в ночи» (1942), а также музыкальная романтическая комедия «Это случилось на Пятой авеню» (1947).
Актёр Льюис Стоун сделал успешную карьеру ещё на рубеже 1920-30-х годов, сыграв в таких картинах, как фантастический фильм «Затерянный мир» (1925), триллер «Призрак Парижа» (1931) и три мелодрамы с Гретой Гарбо — «Романы леди» (1928), «Гранд-отель» (1932) и «Королева Кристина» (1933). Затем последовали романтическая комедия с Джин Харлоу «Рыжая женщина» (1932), криминальный триллер «Ночной суд» (1932) и криминальная комедия «Бюро пропавших людей» (1933) с Бетт Дейвис в главной роли, а также вестерн «Три крёстных отца» (1936). На протяжении 1937—1946 годов, как отмечает Эксмейкер, «Стоун играл отца главного героя в киносерии из 14 семейных комедийных фильмов про подростка Энди Харди». «Неизвестный человек» был второй из пяти картин, которые Торп сделал со Стоуном. По словам критика, «когда Торп был повышен до более престижных картин, он стал снимать Льюиса в сладких ролях второго плана, продолжая давать работу звезде MGM вплоть до его последних экранных ролей перед своей смертью в 1953 году».
По словам Эксмейкера, контрактный актёр MGM Ричард Андерсон сыграл в этой картине «маленькую роль идеалистического сына Брэда, юриста-старшекурсника, который собирается пойти работать в фирму отца». Как далее пишет киновед, «хотя Андерсон позднее сыграл в таких успешных фильмах, как „Запретная планета“ (1956) и „Тропы славы“ (1957), его карьера так никогда по-настоящему и не взлетела, и после окончания контракта с MGM он перешёл на телевидение». В 1966 году он получил постоянную роль лейтенанта Стива Драма в последнем сезоне телесериала «Перри Мейсон», а в 1967 году сыграл важную роль в финале сериала «Беглец». Однако, по мнению Эксмейкера, более всего его помнят как Оскара Голдмана, правительственного специального агента, который руководит работой сверхлюдей в родственных телесериалах «Человек в шесть миллионов долларов» (1973—1978) и «Бионическая женщина» (1976—1978).

## История создания фильма
Рабочие названия фильма на стадии его производства были «История Брэдли Мейсона», «За рамками закона» и «Тонкий клинок».
Голосом Барри Салливана, который исполнил в фильме роль прокурора, даётся также закадровое вступление и ведётся закадровое повествование по ходу всего фильма.
Согласно информации «Голливуд Репортер», первоначально в фильме должен был играть Лайонел Бэрримор, однако он вынужден был выйти из проекта из-за болезни. Как указывает Эксмейкер, «предположительно, он должен был сыграть роль судьи, который появляется на двух процессах в картине и служит образцом правосудия. В итоге эта роль досталась Льюису Стоуну».
Фильм частично снимался на натуре на Секонд-Стрит в Лос-Анджелесе.

## Оценка фильма критикой

### Общая оценка фильма
Современный киновед Боб Порфирио отметил, что это очередная история на тему о «преступности и коррупции, которые, кажется, захватили внимание Америки в 1950-е годы». По словам критика, это хорошо суммировано в словах (персонажа) Пиджона: «Этот город кишел великолепием и коррупцией, где преступность ведёт свои дела из небоскрёбов и шикарных гостиниц». По мнению Порфирио, «как и большинство фильмов нуар студии MGM», эта картина делает акцент на «качестве производства и актёрской игре», при этом предлагая «традиционный, социально направленный сюжет, который подаётся в традиционном стиле».
По мнению Шона Эксмейкера, «первый акт этой криминальной картины смотрится как классическая судебная драма с социальной направленностью», которая затем переходит в «не совсем обычную историю об адвокате-правдоискателе, в кульминации снова возвращаясь в судебный зал». К этому моменту, по словам критика, «путь к правосудию уже сделал несколько сложных заездов на тёмную территорию фильма нуар». В частности, показана характерная для послевоенных криминальных фильмов история, где «городу угрожает невидимый, но мощный преступный синдикат, которым управляет неизвестный мафиозный босс».
Спенсер Селби положительно оценил картину, обратив внимание на «хороший сюжет с несколькими парадоксальными поворотами», а Майкл Кини пришёл к заключению, что «фильм хорошо сыгран, но чрезмерно затянут и невероятен».
Крейг Батлер полагает, что «фильм достоин просмотра поклонниками криминального жанра, которые ищут чего-нибудь новенького», однако он «мог бы быть лучше, если бы сценаристы сделали бы всё немного проще». По мнению критика, фильм пытается донести правильные вещи «о законе и правосудии, а также о необходимости человека оставаться честным перед самим собой», однако невероятность истории ослабляет его воздействие. «Не помогает и то, что значительная часть сюжета запутана, а диалоги, которые часто довольно хороши, не менее часто довольно плохи».
В свою очередь, Деннис Шварц назвал картину «надуманным уроком морали, который даёт сентиментальный адвокат». По мнению критика, эта «чудная и не вызывающая доверия история триумфа правосудия» построена «исключительно вокруг вопросов о социальной ответственности». Создатели фильма «попытались сказать что-то важное о коррупции и правосудии, но так и не смогли убедительно связать» две эти темы. Как полагает Шварц, «к концу фильма все выглядят глупо, и глупее всех — Пиджон».

### Проблемы с правдоподобием в фильме
Многие критики обратили внимание на некоторые проблемы с правдоподобием в фильме. В частности, Деннис Шварц, рассматривая личность героя Уолтера Пиджона, отметил, что его «одержимая любовь к закону, который он ставит превыше всего, не имеет под собой оснований», так как тогда «совершенно непонятно, каким образом невинный человек столь высоких принципов может так внезапно дойти до убийства». Кроме того, «неожиданный интерес чванливого Пиджона к миру преступности после жизни, в ходе которой он её тщательно избегал, также никак не объяснён».
На проблемы с достоверностью в картине обращает внимание также и Батлер. Он, в частности пишет: «Трудно поверить в то, что адвокат без какого-либо процессуального опыта в криминальном суде сможет вытащить своего клиента, так как это делает наш герой. Не менее трудно поверить и в то, что столь добрый человек, каким показан адвокат, вдруг преобразится и подставит своего клиента в убийстве, которое совершил сам. И наконец, трудно поверить в то, что адвокат затем сам подставится, чтобы быть убитым тем самым клиентом».

### Оценка актёрской игры
Оценивая актёрскую игру, Боб Порфирио подчеркивает, что «довольно странно видеть такого романтического актера, как Уолтер Пиджон, в роли попавшего в ловушку протагониста», а также таких «исполнителей главных ролей в комедиях и исторических мелодрамах, как Льюис Стоун и Энн Хардинг, которые здесь сыграли роли второго плана». С другой стороны, по мнению критика, «Барри Салливан, кажется, оказывается на своём месте», и его игра помогает раскрыть тему фильма о том, как «невинный человек может быть втянут в преступление, и в данном случае это не беспомощный одиночка из среднего класса, а влиятельный и уважаемый адвокат».
Деннис Шварц полагает, что режиссёр картины Ричард Торп работает здесь «со умелым, но неверно подобранным актёрским составом. Романтический герой Пиджон оказывается не в своей тарелке в роли адвоката, а актёры второго плана Льюис Стоун и Энн Хардинг кажутся зажатыми, будучи оторванными от своих обычных комедийных ролей». Что же касается Пиджона, то, по мнению Шварца, он «получает настолько глупую роль адвоката», что её «не смог бы убедительно сыграть даже столь авторитетный представитель этой профессии, как Кларенс Дэрроу». Поэтому, как пишет Шварц, «я не виню Пиджона за этот холостой залп».
По мнению Батлера, «Пиджон очень хорошо играет главного героя, что немного сглаживает» проблемы фильма. «Пиджон не идеален как актёр на эту роль, но ему удаётся удерживать интерес и внимание зрителей». При этом, «Барри Салливан ещё лучше, а Энн Хардинг делает многое из той небольшой роли, которая ей достаётся».
Майкл Кини выделяет Салливана, который «играет окружного прокурора, которому всё равно, в каком убийстве обвинят Брасселла, главное, чтобы его зажарили на электрическом стуле», а также Хардинг в роли «озабоченной жены Пиджона» и Стоуна в роли судьи.